# Гоце Мазнов
Гоце П. Мазнов, известен като Гоце Мазното, е български революционер, деец на Върховния македоно-одрински комитет.

## Биография
Мазнов е роден в 1889 година в град Кукуш, тогава в Османската империя, днес Килкис, Гърция. В 1900 година е войвода в родното му Кукушко. Участва в Илинденско-Преображенското въстание през лятото на 1903 година като част от Беласишкия отряд. В 1911 година е в четата на Дончо Златков. При избухването на Балканската война в 1912 година е доброволец в Македоно-одринското опълчение и служи в Инженерно-техническата част на МОО, а по-късно в Четвърта рота на Трета солунска дружина. Носител е на орден „За храброст“ IV степен. Загива през Междусъюзническата война на 18 юни 1913 година в сражение със сръбски части край село Дренак.